# آبیکیو (نیومکزیکو)
آبیکیو (به انگلیسی: Abiquiú) یک منطقهٔ مسکونی در ایالات متحده آمریکا است که در نیومکزیکو واقع شده‌است. آبیکیو ۲۳۱ نفر جمعیت دارد.